# Aram Avaguian
Aram Avaguian –en armenio, Արամ Ավագյան– (Ereván, 18 de enero de 1991) es un deportista armenio que compitió en boxeo. Ganó dos medallas de bronce en el Campeonato Europeo de Boxeo Aficionado, en los años 2013 y 2015.

## Palmarés internacional
| Campeonato Europeo | Campeonato Europeo  | Campeonato Europeo | Campeonato Europeo |
| Año                | Lugar               | Medalla            | Categoría          |
| ------------------ | ------------------- | ------------------ | ------------------ |
| 2013               | Minsk (Bielorrusia) | Medalla de bronce  | 56 kg              |
| 2015               | Samokov (Bulgaria)  | Medalla de bronce  | 56 kg              |